# Forgiveness Project
Das Forgiveness Project ist ein 2004 gegründeter Verein mit Sitz in London, der durch eine intensive und weltanschaulich neutrale Beschäftigung mit dem Thema Vergebung einen Beitrag zu einer konflikt- und gewaltfreien Zukunft leisten möchte. Dazu arbeitet das Forgiveness Project auf verschiedenen Ebenen mit Tätern und Opfern zusammen, die ihre Lebensgeschichten aufarbeiten sowie mitteilen und dadurch Mut zur Veränderung ausstrahlen. Die in einer Ausstellung gesammelten Biographien sollen zeigen, was Vergebung in Gang setzen kann und sollen die Besucher anregen, über die positive Kraft von Vergebung zu reflektieren und über Alternativen zu Rache und Vergeltung nachzudenken.

## Geschichte
Die erste Wanderausstellung wurde zum ersten Mal im Jahr 2004 in London gezeigt. Seitdem gastierte sie an über 300 Orten weltweit in Kirchen, öffentlichen Gebäuden, Gefängnissen und Schulen. Zum 25. Jahrestag des misslungenen Bombenanschlags der IRA auf Margaret Thatcher („Brighton bombing“) war die Ausstellung des Forgiveness Projects im britischen Parlament zu sehen.
Im Jahr 2010 wurde die Ausstellung unter der Leitung von Martin Kasemann ins Deutsche übersetzt und im Rahmen einer Deutschlandtour ab Oktober 2010 verliehen. Sie war in Kirchen, Gemeinden, Schulen, Gefängnissen und an anderen Orten zu sehen. Die Tour wurde von koogito unter der Lizenz von The Forgiveness Project London durchgeführt. Seit 2018 kooperiert das Institut für Restorative Praktiken (ansässig in Berlin) mit dem Forgiveness Project und verleiht die deutschsprachige Ausstellung in Deutschland, Österreich und in der Schweiz. In dem Artikel „Begegnungen von Opfern und Tätern können viel bewegen“ geht es um Geschichten aus der Ausstellung und den Ansatz der Restorative Justice.